# Carl Ikeme
Carl Ikeme, född 8 juni 1986 i Sutton Coldfield, England, är en före detta fotbollsspelare som spelade som målvakt. Han är född i England men valde att spela för nigerianska landslaget.

## Karriär
Ikeme är fostrad i Wolverhampton Wanderers ungdomsakademi och kom med i A-lagstruppen säsongen 2003–2004 när klubben spelade i Premier League. På grund av att klubbens ordinarie målvakt Matt Murray var skadad ersattes han av andremålvakten, och Ikeme fick han sitta på avbytarbänken under flera matcher men inte spela en enda match.
Hans debut i seniorlaget blev i en Football League Cup-match den 23 augusti 2005 mot Chester City, en match som Wolves vann med 5–1. Han fick ofta sitta på avbytarbänken och fick vänta till den 26 augusti 2006 innan han fick göra ligadebut som avbrytare mot Luton Town i en match som vanns med 1–0.
Han har varit utlånad 2004 till Accrington Stanley
och Stockport County 2005–2006 för att få matchträning och erfarenhet.
Säsongen 2006–2007 skadade han sitt ena knä och opererades, detta gjorde att han inte kunde spela förrän i slutet av 2007. När han återhämtat sig efter skadan fick han sitta på avbytarbänken igen eller spela med reservlaget under resten av säsongen.
Ikemes riktiga ligadebut för Wolves var som ersättare för den suspenderade ordinarie målvakten Wayne Hennessey i en match som Wolves vann med 2–0 mot Bristol City den 27 september 2008. Han fick snart chansen igen då Hennesseys prestation i Wolves nästa match inte föll managern Mick McCarthy i smaken. Ikeme råkade än en gång ut för en knäskada vilket gjorde att Hennessey fick chansen igen.
I augusti 2010 lånades Ikeme ut till Championship-klubben Leicester City i en månad som ersättare för deras skadade målvakt Chris Weale.
Hans kontrakt med Wolves sträckte sig till sommaren 2017.
Sedan 2017 lider Ikeme av leukemi och slutade efter säsongen 2018/19.